# Émilie Morel

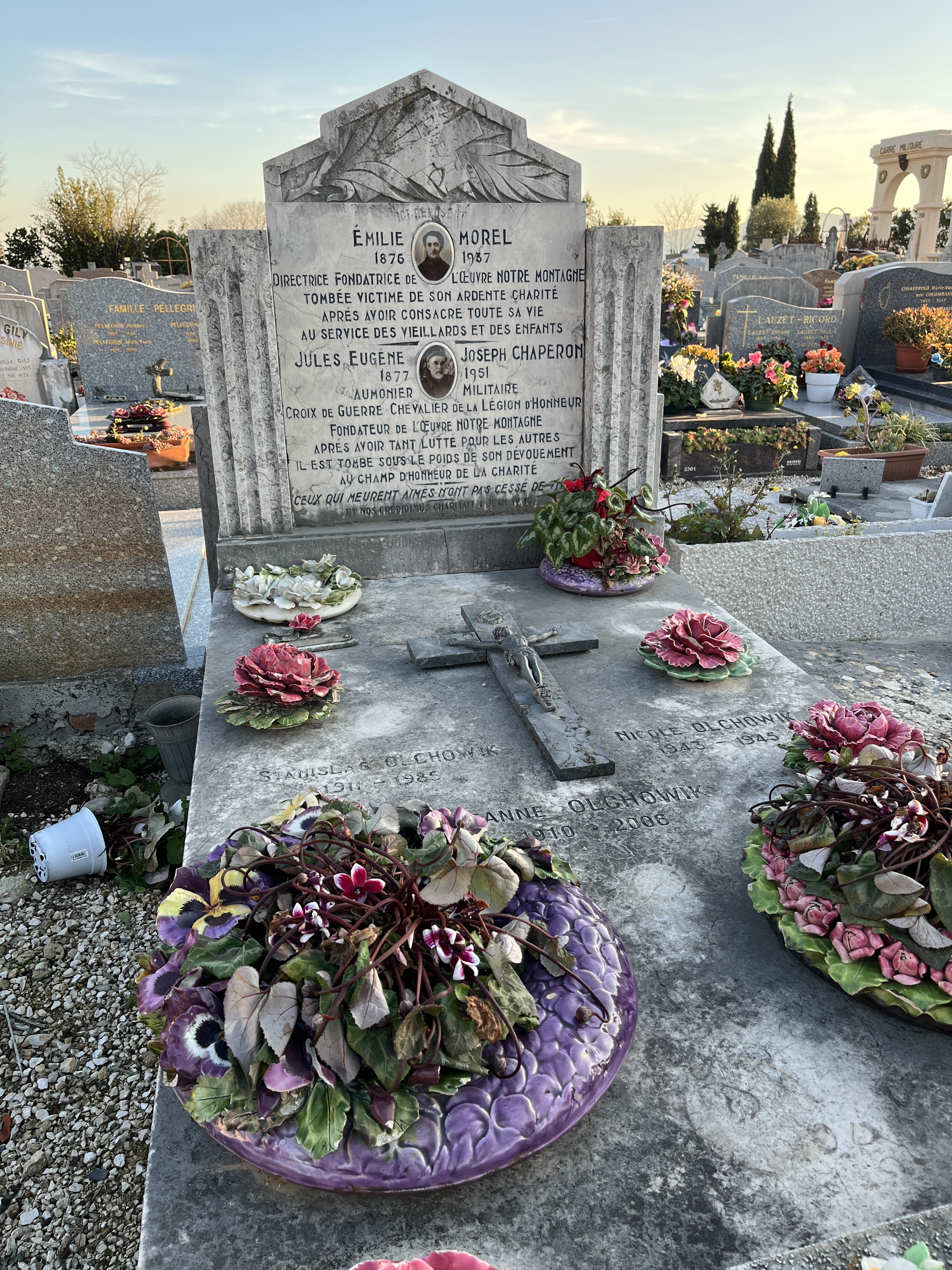
Sépulture d'Emilie Morel au cimetière Sainte-Brigitte à Grasse.

Émilie Magdelaine Morel, née à Saint-Étienne le 6 mai 1876 et morte à Peyroules le 26 juillet 1937, a été directrice de l’orphelinat Notre Montagne et d'un hôpital militaire auxiliaire à La Martre.

## Biographie
Émilie Morel est la fille de Germain Morel et d’Adélaïde Dimbert qui possèdent une boulangerie à Saint-Étienne. Elle fait ses études à Vienne où elle obtient son brevet supérieur. 
Habitant Saint-Georges-d'Espéranche, elle y fréquente Sœur Saint-Adrien, directrice de l’école des filles, et l’accompagne dans ses visites médicales. Elle apprend beaucoup sur le soulagement des misères et c’est sans doute ainsi qu’est née sa vocation d’aide aux plus démunis. 
En 1903, elle vient à La Martre où son cousin Jules Chaperon est devenu curé. Ils fondent ensemble l’orphelinat Notre Montagne pour enfants des grandes villes, tuberculeux et sans ressources. Cet orphelinat est inauguré officiellement le 1er avril 1913.
En 1916, un pavillon de l'orphelinat est converti en hôpital militaire auxiliaire de trente lits pour les militaires blessés, malades ou convalescents de la Première Guerre mondiale. Quelques mois plus tard, l'abbé Chaperon part sur le front comme aumônier militaire et c'est Émilie Morel qui gère l'orphelinat et l'hôpital. Cet hôpital auxiliaire, rattaché à la 15e Région militaire, fonctionne jusqu'à l'armistice de 1918.
De 1920 à 1923, l'abbé Chaperon repart comme aumônier militaire de l'armée du Levant à Constantinople et il y crée l'orphelinat Saint-Joseph. En 1923, Émilie Morel est envoyée en mission en Turquie par le gouvernement français pour aider cet orphelinat accueillant les enfants rescapés du génocide arménien. Elle finit par organiser le départ d’une bonne partie de ces enfants vers la France, où ils sont hébergés et soignés à Notre Montagne. En 1925, l'orphelinat est transféré à Grasse dans une propriété familiale de l'abbé Chaperon mais une annexe subsiste à La Martre.
C’est au volant de sa voiture, en revenant d’un pèlerinage à Saint-Auban, qu’elle a un accident fatal en 1937. Elle repose dans le cimetière de Grasse.